# گنجشک لینکلن
گنجشک لینکلن (نام علمی: Melospiza lincolnii) نام یک گونه از سرده گنجشک‌های آوازخوان است.